# Zeche Braut in Fleckessiepen
Die Zeche Braut in Fleckessiepen ist ein ehemaliges Steinkohlenbergwerk in Essen-Heidhausen. Das Bergwerk war auch unter dem Namen Zeche Braut in Fleckensiepen bekannt. Obwohl es über 100 Jahre in Betrieb war, ist über das Bergwerk nur wenig bekannt.

## Bergwerksgeschichte
Die Konzession wurde am 3. Oktober 1778 durch den Abt von Werden erteilt. Im Anschluss daran ging das Bergwerk in Betrieb. Da sich in der Zeit von 1804 bis 1806 nichts in den Bergamtsbüchern findet, ist davon auszugehen, dass es in dieser Zeit außer Betrieb war. Im Jahr 1807 erfolgte jedoch die Wiederinbetriebnahme. Außerdem wurde eine alte Strecke im Flöz Brautbank  aufgewältigt. 1808 erfolgte die Sanierung alter Schächte. Im Jahr 1811 wurde der Schacht 1 geteuft und ein geringer Abbau betrieben. 1813 wurde der Schacht Charlotte geteuft. Im Jahr 1820 erfolgte der Abbau am tonnlägigen Schacht Dorothea in einer flachen Teufe von 35 Lachtern. 1823 erfolgte der Abbau am Schacht Wilhelm und 1832 am Schacht Dorothea, danach wurde das Bergwerk 21 Jahre nicht mehr in den Büchern genannt. Ab 1853 wurde wieder geringer Abbau betrieben. Im Jahr 1854 war das Bergwerk wieder voll in Betrieb, die Berechtsame war nur auf das Flöz Dickebank über der Stollensohle beschränkt. Die Flöze unterhalb der Stollensohle gehörten zur Zeche Pauline. Im Jahr 1856 wurde mit dem Abbau in einem gemeinschaftlich mit der Zeche Richradt betriebenen Feld begonnen. Im 3. Quartal 1857 erfolgte wegen Unrentabilität eine erneute Stilllegung. 1871 wurde die Zeche erneut wieder in Betrieb genommen; es wurde ein tonnlägiger Schacht geteuft. Im Jahr 1879 waren die Kohlenvorräte oberhalb der Stollensohle abgebaut. Das Bergwerk wurde nun endgültig stillgelegt. 1895 wurde die Berechtsame durch die Zeche Pauline erworben, jedoch waren beide Bergwerke noch einzeln geführt. 1900 erfolgte die endgültige Übernahme durch die Zeche Pauline.

## Förderung und Belegschaft
Die ersten Belegschaftszahlen sind für das Jahr 1823 bekannt, es arbeiteten in dem Jahr zwölf Bergleute auf dem Bergwerk. Die ersten Förderzahlen stammen aus dem gleichen Jahr, es wurden 3.420 Scheffel Steinkohle gefördert. Im Jahr 1830 stieg die Belegschaft auf 23 Bergleute und die Förderung auf 138.297 Scheffel. 1871 wurden mit 21 Bergleuten 2.224 Tonnen Steinkohle gefördert. Die letzten Zahlen sind aus dem Jahr 1873 bekannt, es wurden mit 30 Bergleuten insgesamt 21.793 Tonnen gefördert.